# 米倉巌
米倉 巌（よねくら いわお、1933年(昭和8年) - ）は、日本の詩人、日本近代文学研究者、日本大学名誉教授。
長野県諏訪市生まれ。長野県諏訪清陵高等学校を経て、旧東京都立大学大学院修士課程修了、帝塚山学院大学文学部助教授、教授、1987年、日本大学芸術学部教授、2004年に定年、名誉教授。

## 著書
- 『いま、揺れている 詩集』審美社、1982
- 『金子光晴・戦中戦後』和泉書院 和泉選書、1982
- 『萩原朔太郎 文体核と文体素』審美社、1982
- 『伊東静雄 憂情の美学』審美社、1985
- 『萩原朔太郎の詩想と論理』桜楓社、1993
- 『小さな風景 詩集』武蔵野書房、1995
- 『『四季』派詩人の詩想と様式』おうふう、1997
- 『萩原朔太郎論攷 詩学の回路/回路の思索』おうふう、2002
- 『浮熟 詩集』鳥影社、2003